# Aploparaksis brachyphallos
Aploparaksis brachyphallos is een lintworm (Platyhelminthes; Cestoda). De worm is tweeslachtig. De soort leeft als parasiet in andere dieren.
Het geslacht Aploparaksis, waarin de lintworm wordt geplaatst, wordt tot de familie Hymenolepididae gerekend. De wetenschappelijke naam van de soort werd voor het eerst geldig gepubliceerd in 1869 door Krabbe.